# Ilse Exl
Ilse Exl (née le 26 novembre 1907 à Innsbruck, mort le 8 juillet 1956 dans la même ville) est une actrice et directrice de théâtre autrichienne.

## Biographie
Ilse Exl est la fille de Ferdinand Exl (de), acteur et fondateur et metteur en scène de longue date de l'Exl-Bühne (de), et de son épouse, l'actrice Anna Exl (de) née Gstöttner. À 13 ans, elle apparaît pour la première fois sur scène dans Kindertragödie de Karl Schönherr (de). Elle joue ainsi souvent dans le troupe de son père. En 1939, elle épouse le jeune acteur Hans Innerhofer.
Plus tard, elle apparaît également dans plusieurs films. En 1944, elle est inscrite sur la Gottbegnadeten-Liste du Ministère de l'Éducation du peuple et de la Propagande du Reich. Après la mort de son père en 1942, sa mère et elle reprennent la direction de l'Exl-Bühne et jouent ensemble. 
Après la Seconde Guerre mondiale, l'Exl-Bühne retourne à Innsbruck. Ilse Exl tente de revitaliser l'Exl-Bühne pendant des saisons de deux mois sur la petite scène du Landestheater grâce à des cycles innovants et à réchauffer un mythe autrichien.
L'Exl-Bühne cesse ses activités quelques mois après sa mort prématurée en 1956, quelques mois après sa dernière représentation.

## Filmographie
- 1941 : Paysan parjure
- 1941 : Tempête sur Barbara
- 1947 : La Terre
- 1948 : Ulli et Marei
- 1951 : Ce que le cœur ordonne (de)